# Kayadhu

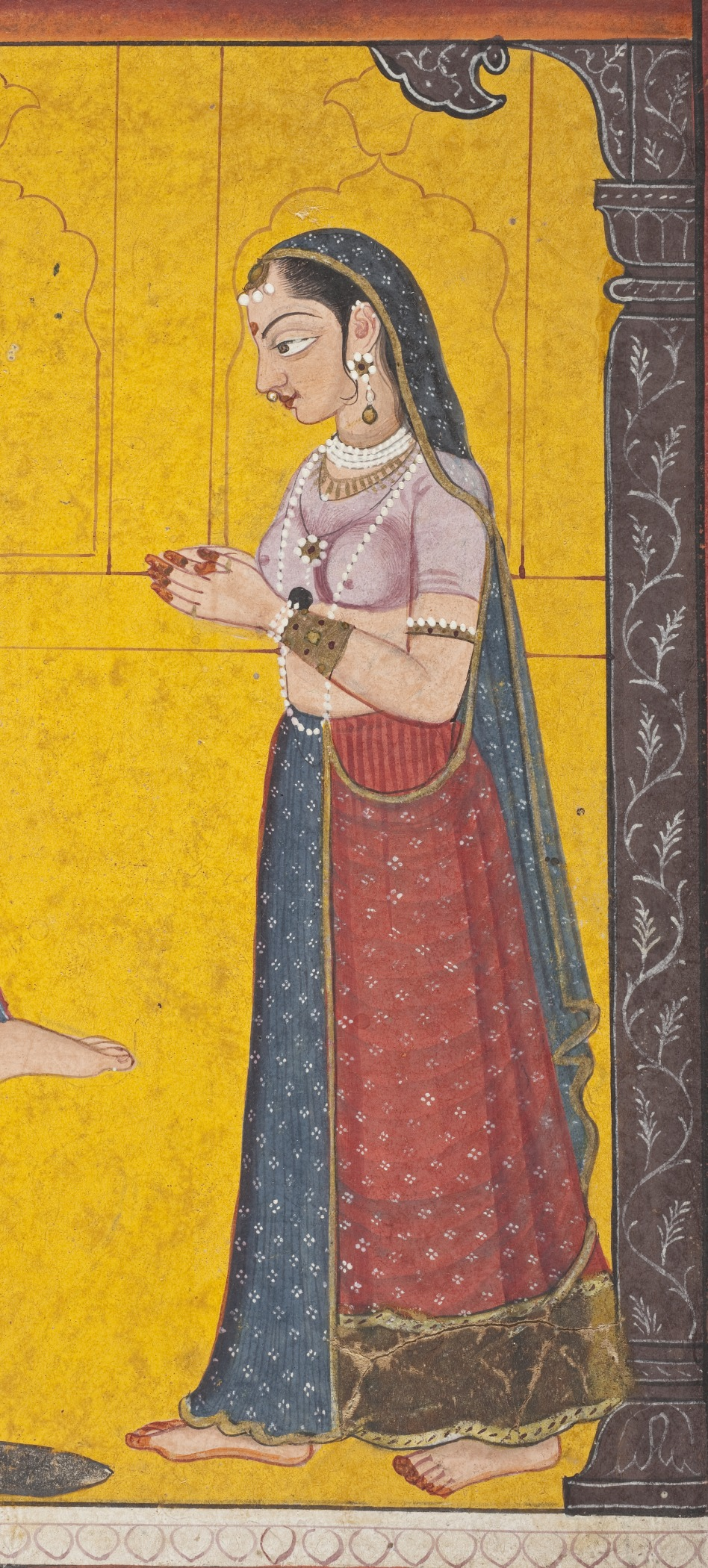
Kayadhu betrachtet andächtig, wie Narasimha ihren Gatten zerreißt. Detail einer Miniatur aus der Bhagavata Purana (ca. 1760–1770, Los Angeles County Museum of Art)

Kayadhu (Sanskrit कयाधु kayādhu f.) ist in der indischen Mythologie das Weib des Dämonenkönigs Hiranyakashipu. Sie ist die Tochter von Jambha aus dem Geschlecht der Danavas.
Sie gebar dem Hiranyakashipu vier Söhne, nämlich Samhlada, Anuhlada, Hlada und Prahlada.
Der Bhagavata Purana zufolge war sie auch die Mutter von Sinhika, der Mutter des Rahu.
In der Purana wird weiter erzählt, dass in einer Zeit, in der sich Hiranyakashipu den strengen Bußübungen widmete, durch die er seine außergewöhnlichen Kräfte erlangte, sein Reich von den Göttern und Halbgöttern unter Indras Führung erobert wurde. Der Palast wurde geplündert und die mit Prahladi schwangere Kayadhu sollte fortgeschleppt werden und Indras Gefangene bis zur Geburt des Kindes bleiben. Der Sohn des Dämonenkönigs sollte dann getötet werden. Da griff jedoch der große Rishi Narada ein. Er wies Indra darauf hin, dass das ungeborene Kind ein mahā-bhāgavata, ein Großer unter den  vaiṣṇava, also ein vollkommener Verehrer des Gottes Vishnu sein würde und es ihm, Indra, daher unmöglich sein werde, das Kind irgendwie zu verletzen.
Darauf nahm Indra Abstand von seinem Plan und überließ Kayadhu der Obhut Naradas, die in seinem Ashram so lange bleiben wollte, bis das Kind geboren und ihr Gatte zurückgekehrt sein würde. Während des Aufenthaltes im Ashram unterrichtete Narada die Mutter in den Lehren der Weisheit. Aber auch das ungeborene Kind wurde im Mutterleib der Lehren teilhaftig.  Daher kam es, dass der Knabe Prahlada schon bei der Geburt ausgebildet war in den Weisheitslehren und der Unterricht, den er an der Dämonenschule erhielt, wo man ihn ausbilden wollte in allen Lüsten und Lastern der Welt, keinerlei Wirkung hatte, so dass der in den Augen des Vaters entartete Sohn von diesem verstoßen wurde. Das führte dann zum Tod Hiranyakashipus, denn als dieser immer wieder versuchte, den Sohn zu ermorden, griff schließlich Vishnu in Gestalt der Mann-Löwe-Avatara Narasimha ein und zerriss den Dämonenkönig auf der Schwelle seines Hauses.